# Dennis Johnsen
Dennis Tørset Johnsen (Skien, 17 febbraio 1998) è un calciatore norvegese, attaccante della Cremonese.

## Caratteristiche tecniche
Gioca su tutto il fronte d'attacco, venendo utilizzato prevalentemente come esterno sinistro. Dispone di buona velocità di base e ottima tecnica, ha un ottimo controllo palla ed è bravo sia nell'uno contro uno che nel fornire assist ai compagni, anche se a volte pecca nelle decisioni finali da prendere negli ultimi metri.

## Carriera

### Club

#### Tiller e Rosenborg
Prodotto del settore giovanile del Tiller, vi ha militato fino al 2013, quando è entrato a far parte di quello del Rosenborg. Ha contribuito alla vittoria finale del Norgesmesterskapet G16 2014.

#### Heerenveen
Il 13 luglio 2015, gli olandesi dell'Heerenveen hanno reso noto l'acquisto di Johnsen, che si è legato al nuovo club con un contratto triennale. È stato inizialmente aggregato alla squadra Under-19. Il 29 gennaio 2017 si è accomodato per la prima volta in panchina in occasione della 20ª giornata dell'Eredivisie. Non ha giocato però alcun incontro di campionato nel corso di quella stagione ma soltanto due partite della Coppa di Olanda da subentrato.

#### Jong Ajax e prestiti vari
Il 16 agosto 2017, l'Ajax ha annunciato d'aver ingaggiato Johnsen, che si è legato al nuovo club con un contratto valido fino al 30 giugno 2021. Il giocatore è stato aggregato allo Jong Ajax, squadra riserve del club militante in Eerste Divisie. Il 17 agosto ha giocato così la prima partita, schierato titolare nel successo per 1-2 sul campo del Cambuur. Il 25 agosto ha trovato la prima rete, nel 4-2 inflitto al Fortuna Sittard. In due anni realizza 9 goal in 44 partite.
Nel gennaio 2019 torna in prestito all’Heerenveen dove gioca 13 partite di campionato.
A luglio va in prestito al PEC Zwolle dove gioca un'importante stagione realizzando ben 10 reti in 33 partite.

#### Venezia
Il 25 agosto 2020 viene acquistato a titolo definitivo per 3 milioni di euro dal Venezia in Serie B firmando un contratto quadriennale.
Nel club veneto realizza 4 reti in 36 partite risultando uno dei protagonisti della grande stagione degli arancioneroverdi che chiudono il campionato al quinto posto. A Venezia riesce a vincere i playoff di Serie B superando in finale il Cittadella e ottenendo la promozione in Serie A. Il 22 agosto 2021 esordisce nella massima serie nella partita Napoli-Venezia. Realizza la sua prima rete in massima serie nel successo per 4-3 contro il Bologna del 7 maggio 2022.

#### Cremonese
Il 1º febbraio 2024 viene acquistato a titolo definitivo dalla Cremonese. Il 27 febbraio segna la sua prima rete, contribuendo al successo per 2-1 in casa della Sampdoria.

### Nazionale
Johnsen ha giocato per la Norvegia Under-18 e Norvegia Under-21. Per quanto concerne quest'ultima selezione, in data 22 agosto 2017 ha ricevuto la prima convocazione dal commissario tecnico Leif Gunnar Smerud in vista delle partite contro Kosovo e Israele, previste rispettivamente per il 1º e 5 settembre e valide per le qualificazioni al campionato europeo Under-21 2019. Il 5 settembre ha quindi effettuato il proprio esordio, subentrando a Sander Svendsen nel pareggio a reti inviolate contro i pari età israeliani.
Il 28 settembre 2021 riceve la sua prima convocazione in nazionale maggiore. Esordisce l'11 ottobre seguente in occasione del successo per 2-0 contro il Montenegro.

## Statistiche

### Presenze e reti nei club
Statistiche aggiornate al 6 ottobre 2024.
| Stagione          | Club              | Campionato        | Campionato | Campionato | Coppe nazionali | Coppe nazionali | Coppe nazionali | Coppe continentali | Coppe continentali | Coppe continentali | Altre coppe | Altre coppe | Altre coppe | Totale | Totale |
| Stagione          | Club              | Comp              | Pres       | Reti       | Comp            | Pres            | Reti            | Comp               | Pres               | Reti               | Comp        | Pres        | Reti        | Pres   | Reti   |
| ----------------- | ----------------- | ----------------- | ---------- | ---------- | --------------- | --------------- | --------------- | ------------------ | ------------------ | ------------------ | ----------- | ----------- | ----------- | ------ | ------ |
| 2016-2017         | Heerenveen        | ED                | 0          | 0          | CO              | 2               | 0               | -                  | -                  | -                  | -           | -           | -           | 2      | 0      |
| 2017-2018         | Jong Ajax         | 1D                | 27         | 7          | -               | -               | -               | -                  | -                  | -                  | -           | -           | -           | 27     | 7      |
| 2018-gen. 2019    | Jong Ajax         | 1D                | 17         | 2          | -               | -               | -               | -                  | -                  | -                  | -           | -           | -           | 14     | 2      |
| Totale Jong Ajax  | Totale Jong Ajax  | Totale Jong Ajax  | 44         | 9          |                 | -               | -               |                    | -                  | -                  |             | -           | -           | 44     | 9      |
| feb.-giu. 2019    | Heerenveen        | ED                | 13         | 0          | CO              | -               | -               | -                  | -                  | -                  | -           | -           | -           | 13     | 0      |
| Totale Heerenveen | Totale Heerenveen | Totale Heerenveen | 13         | 0          |                 | 2               | 0               |                    | -                  | -                  |             | -           | -           | 15     | 0      |
| 2019-2020         | PEC Zwolle        | ED                | 33         | 10         | CO              | 2               | 1               | -                  | -                  | -                  | -           | -           | -           | 35     | 11     |
| 2020-2021         | Venezia           | B                 | 32+5       | 3+1        | CI              | 2               | 3               | -                  | -                  | -                  | -           | -           | -           | 39     | 7      |
| 2021-2022         | Venezia           | A                 | 26         | 1          | CI              | 3               | 0               | -                  | -                  | -                  | -           | -           | -           | 29     | 1      |
| 2022-2023         | Venezia           | B                 | 33+1       | 3          | CI              | 0               | 0               | -                  | -                  | -                  | -           | -           | -           | 34     | 3      |
| 2023-feb. 2024    | Venezia           | B                 | 21         | 3          | CI              | 1               | 0               | -                  | -                  | -                  | -           | -           | -           | 22     | 3      |
| Totale Venezia    | Totale Venezia    | Totale Venezia    | 112+6      | 10+1       |                 | 6               | 3               |                    | -                  | -                  |             | -           | -           | 124    | 14     |
| feb.-giu. 2024    | Cremonese         | B                 | 12+1       | 2          | CI              | -               | -               | -                  | -                  | -                  | -           | -           | -           | 13     | 2      |
| 2024-2025         | Cremonese         | B                 | 7          | 1          | CI              | 2               | 0               | -                  | -                  | -                  | -           | -           | -           | 9      | 1      |
| Totale Cremonese  | Totale Cremonese  | Totale Cremonese  | 19+1       | 3          |                 | 2               | 0               |                    | -                  | -                  |             | -           | -           | 22     | 3      |
| Totale Carriera   | Totale Carriera   | Totale Carriera   | 221+7      | 32+1       |                 | 12              | 4               |                    | -                  | -                  |             | -           | -           | 240    | 37     |

### Cronologia presenze e reti in nazionale
| Cronologia completa delle presenze e delle reti in nazionale ― Norvegia | Cronologia completa delle presenze e delle reti in nazionale ― Norvegia | Cronologia completa delle presenze e delle reti in nazionale ― Norvegia | Cronologia completa delle presenze e delle reti in nazionale ― Norvegia | Cronologia completa delle presenze e delle reti in nazionale ― Norvegia | Cronologia completa delle presenze e delle reti in nazionale ― Norvegia | Cronologia completa delle presenze e delle reti in nazionale ― Norvegia | Cronologia completa delle presenze e delle reti in nazionale ― Norvegia |
| Data                                                                    | Città                                                                   | In casa                                                                 | Risultato                                                               | Ospiti                                                                  | Competizione                                                            | Reti                                                                    | Note                                                                    |
| ----------------------------------------------------------------------- | ----------------------------------------------------------------------- | ----------------------------------------------------------------------- | ----------------------------------------------------------------------- | ----------------------------------------------------------------------- | ----------------------------------------------------------------------- | ----------------------------------------------------------------------- | ----------------------------------------------------------------------- |
| 11-10-2021                                                              | Oslo                                                                    | Norvegia                                                                | 2 – 0                                                                   | Montenegro                                                              | Qual. Mondiali 2022                                                     | -                                                                       | 64’                                                                     |
| Totale                                                                  |                                                                         | Presenze                                                                | 1                                                                       |                                                                         | Reti                                                                    | 0                                                                       |                                                                         |

## Palmarès

### Club

#### Competizioni nazionali
- Eerste Divisie: 1

Jong Ajax: 2017-2018

#### Competizioni giovanili
- Norgesmesterskapet G16: 1

Rosenborg: 2014